# Mesnil-Verclives
Mesnil-Verclives est une commune française située dans le département de l'Eure, en région Normandie.
Ses habitants sont appelés les Verclivais.

## Géographie

### Localisation
Mesnil-Verclives est une commune du Nord-Est du département de l'Eure en région Normandie. Appartenant à la région naturelle du Vexin normand, elle borde la forêt de Lyons, une des plus grandes hêtraies de France.
Mesnil-Verclives est située près d'Écouis, sur la route départementale 6014 qui relie Paris, Pontoise et Rouen, et se trouve au nord des Andelys.
|              | Lisors           | Coudray                                      |
| Touffreville | Mesnil-Verclives | Saussay-la-Campagne                          |
| Écouis       | Écouis           | Frenelles-en-Vexin (comm. dél. de Boisemont) |

### Caractéristiques géographiques
Le village est bâti partiellement sur une butte témoin, couronnée d’un château d'eau. Elle culmine à 174 m, ce qui en fait le point le plus haut du Vexin normand.

### Hydrographie
La commune est située dans le bassin Seine-Normandie. Elle est drainée par le fossé 01 de la commune de Mesnil-Verclives,.

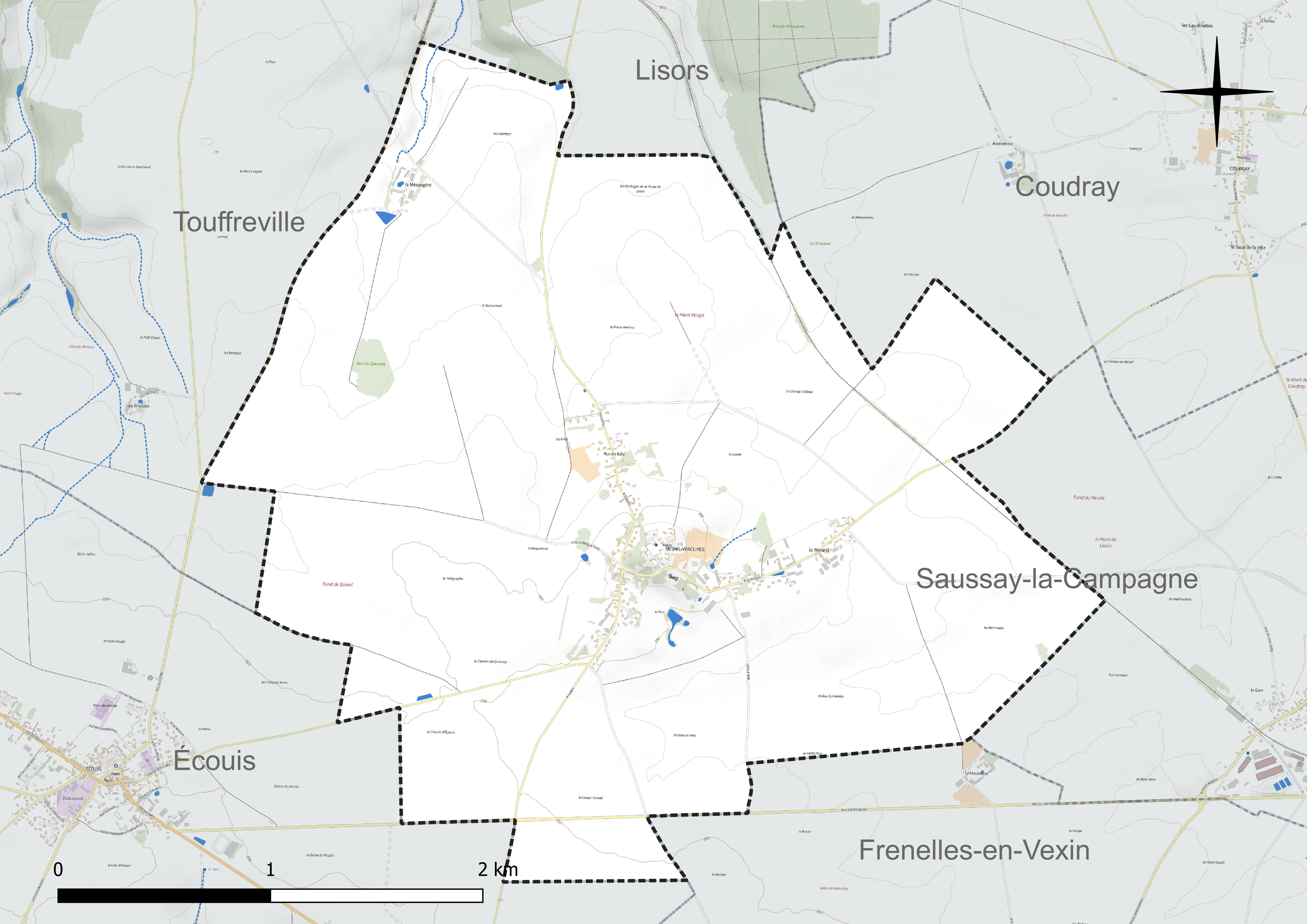
Réseau hydrographique de Mesnil-Verclives.

### Climat
Pour des articles plus généraux, voir Climat de la Normandie et Climat de l'Eure.
En 2010, le climat de la commune est de type climat océanique dégradé des plaines du Centre et du Nord, selon une étude du CNRS s'appuyant sur une série de données couvrant la période 1971-2000. En 2020, Météo-France publie une typologie des climats de la France métropolitaine dans laquelle la commune est exposée à un climat océanique et est dans la région climatique  Côtes de la Manche orientale, caractérisée par un faible ensoleillement (1 550 h/an) ; forte humidité de l’air (plus de 20 h/jour avec humidité relative > 80 % en hiver), vents forts fréquents. Parallèlement le GIEC normand, un groupe régional d’experts sur le climat, différencie quant à lui, dans une étude de 2020, trois grands types de climats pour la région Normandie, nuancés à une échelle plus fine par les facteurs géographiques locaux. La commune est, selon ce zonage, exposée à un « climat des plateaux abrités », correspondant aux plaines agricoles de l’Eure, avec une pluviométrie beaucoup plus faible que dans la plaine de Caen en raison du double effet d’abri provoqué par les collines du Bocage normand et par celles qui s’étendent sur un axe du Pays d'Auge au Perche.
Pour la période 1971-2000, la température annuelle moyenne est de 10,3 °C, avec  une amplitude thermique annuelle de 13,7 °C. Le cumul annuel moyen de précipitations est de 763 mm, avec 11,7 jours de précipitations en janvier et 8,1 jours en juillet. Pour la période 1991-2020, la température moyenne annuelle observée sur la station météorologique la plus proche, située sur la commune d'Étrépagny à 11 km à vol d'oiseau, est de 11,3 °C et le cumul annuel moyen de précipitations est de 774,0 mm,. Pour l'avenir, les paramètres climatiques de la commune estimés pour 2050 selon différents scénarios d’émission de gaz à effet de serre sont consultables sur un site dédié publié par Météo-France en novembre 2022.

## Urbanisme

### Typologie
Au 1er janvier 2024, Mesnil-Verclives est catégorisée commune rurale à habitat dispersé, selon la nouvelle grille communale de densité à 7 niveaux définie par l'Insee en 2022.
Elle est située hors unité urbaine. Par ailleurs la commune fait partie de l'aire d'attraction de Paris, dont elle est une commune de la couronne,. 

### Occupation des sols
L'occupation des sols de la commune, telle qu'elle ressort de la base de données européenne d’occupation biophysique des sols Corine Land Cover (CLC), est marquée par l'importance des territoires agricoles (96,1 % en 2018), une proportion identique à celle de 1990 (96,1 %). La répartition détaillée en 2018 est la suivante : 
terres arables (93,5 %), zones urbanisées (3,9 %), prairies (2,6 %). L'évolution de l’occupation des sols de la commune et de ses infrastructures peut être observée sur les différentes représentations cartographiques du territoire : la carte de Cassini (XVIIIe siècle), la carte d'état-major (1820-1866) et les cartes ou photos aériennes de l'IGN pour la période actuelle (1950 à aujourd'hui).

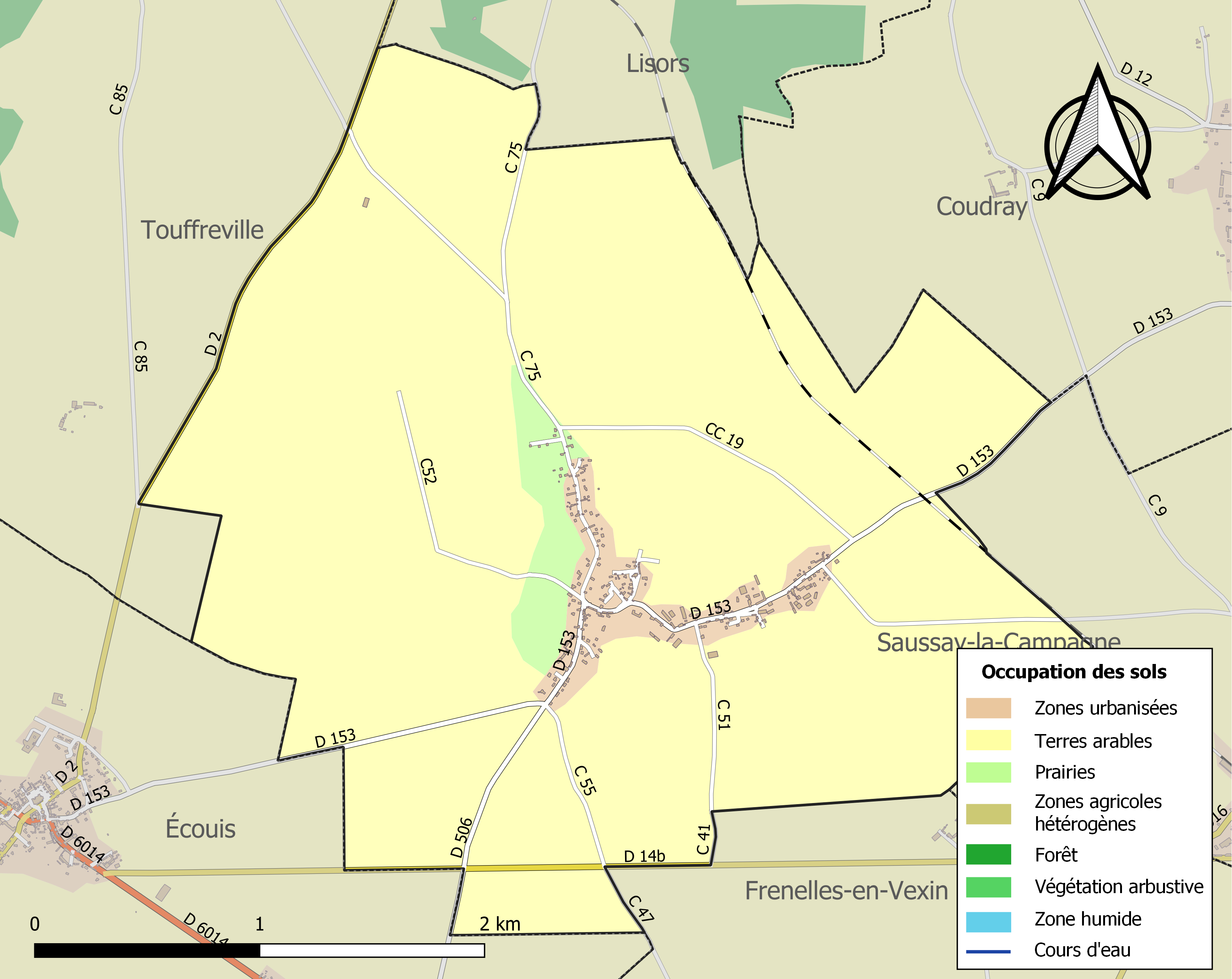
Carte des infrastructures et de l'occupation des sols de la commune en 2018 (CLC).

## Toponymie
Commune formée, vers 1790, avec les paroisses du Mesnil-sous-Verclives et de Verclives.
Mesnil-sous-Verclives est attesté sous les formes Mesnil-sous-Varclive en 1298 (tabell. d’Andely), Mesnilz sous Werclive en 1307, Mesnillum subtus Warclive en 1308 (charte de Philippe le Bel).
Mesnil  est un élément de toponyme très répandu au nord de la France, avec une particulière concentration dans l'ancien duché de Normandie. Il est issu du gallo-roman *MASIONILE, terme dérivé du bas latin, diminutif de mansio « demeure, habitation, maison ». Devenu en français médiéval maisnil, mesnil « maison avec terrain ».
Verclives est attesté sous la forme Warclive en 1190 (charte de Robert de Meulan) et en 1240, Warclivia en 1222 (cartulaire de Saint-Amand de Rouen), Warclives en 1254 (P. Goujon), Varclive en 1298 (tabell. d’Andely), Vaarclive en 1312 (lettres patentes de Philippe le Bel), Warquelive en 1454 (archives nationales), Varclivre en 1482 (Léopold Delisle), Varqueline ou Verquelire en 1782 (Dictionnaire des postes), Verquelive ou Verclive (Louis Du Bois).

Nom anglo-scandinave, klif signifiant « falaise, escarpement » précédé d'un élément qui pourrait être le vieil anglais wæter « eau ». Ce nom est bien en rapport avec le site de Verclives, il devrait être orthographié Verclive sans -s.

L'appellatif -clif est attesté sporadiquement dans l'Eure au Moyen Âge, dans Witeclif « falaise blanche », aujourd'hui Côte Blanche, lieu-dit et rue d'Évreux et un ancien Risleclif mentionné au XIe siècle du côté de Conteville.

## Histoire
La commune de Mesnil-Verclives est créée en 1790 par la réunion des paroisses de Saint-Nicolas du Mesnil-sous-Verclives et de Saint-Martin de Verclives[réf. nécessaire].
Pendant la Deuxième Guerre mondiale, la ville est tombée sous le siège allemand. Plusieurs maisons du haut de la colline furent utilisées pour emprisonner les personnes arrêtées. Des décennies après la fin de la guerre, les portes des pièces de certaines maisons comprenaient toujours des écriteaux affichant des informations sur les personnes détenues dans ces pièces.

## Politique et administration
Mesnil-Verclives fait partie de la communauté de communes des Andelys et de ses environs, bien que la commune soit situé sur le canton de Fleury-sur-Andelle
| Période                                  | Période    | Identité             | Étiquette | Qualité     |
| ---------------------------------------- | ---------- | -------------------- | --------- | ----------- |
| avant 1988                               | ?          | Michel Valque        | DVD       |             |
| mars 2001                                | mars 2008  | Philippe Palau       | UMP       |             |
| mars 2008                                | avril 2019 | Christian De Coninck | SE        | Agriculteur |
| juin 2019                                | En cours   | Michel Lagrange      | SE        |             |
| Les données manquantes sont à compléter. |            |                      |           |             |

## Démographie
L'évolution du nombre d'habitants est connue à travers les recensements de la population effectués dans la commune depuis 1793. Pour les communes de moins de 10 000 habitants, une enquête de recensement portant sur toute la population est réalisée tous les cinq ans, les populations de référence des années intermédiaires étant quant à elles estimées par interpolation ou extrapolation. Pour la commune, le premier recensement exhaustif entrant dans le cadre du nouveau dispositif a été réalisé en 2007.

En 2022, la commune comptait 304 habitants, en évolution de +2,01 % par rapport à 2016 (Eure : −0,25 %, France hors Mayotte : +2,11 %).
| 1793 | 1800 | 1806 | 1821 | 1831 | 1836 | 1841 | 1846 | 1851 |
| ---- | ---- | ---- | ---- | ---- | ---- | ---- | ---- | ---- |
| 554  | 494  | 535  | 532  | 550  | 559  | 554  | 512  | 479  |

| 1856 | 1861 | 1866 | 1872 | 1876 | 1881 | 1886 | 1891 | 1896 |
| ---- | ---- | ---- | ---- | ---- | ---- | ---- | ---- | ---- |
| 455  | 450  | 438  | 402  | 380  | 359  | 343  | 363  | 350  |

| 1901 | 1906 | 1911 | 1921 | 1926 | 1931 | 1936 | 1946 | 1954 |
| ---- | ---- | ---- | ---- | ---- | ---- | ---- | ---- | ---- |
| 304  | 312  | 295  | 254  | 288  | 267  | 288  | 253  | 203  |

| 1962 | 1968 | 1975 | 1982 | 1990 | 1999 | 2006 | 2007 | 2012 |
| ---- | ---- | ---- | ---- | ---- | ---- | ---- | ---- | ---- |
| 187  | 180  | 142  | 165  | 203  | 218  | 259  | 265  | 269  |

| 2017 | 2022 | - | - | - | - | - | - | - |
| ---- | ---- | - | - | - | - | - | - | - |
| 316  | 304  | - | - | - | - | - | - | - |

## Culture locale et patrimoine

### Lieux et monuments

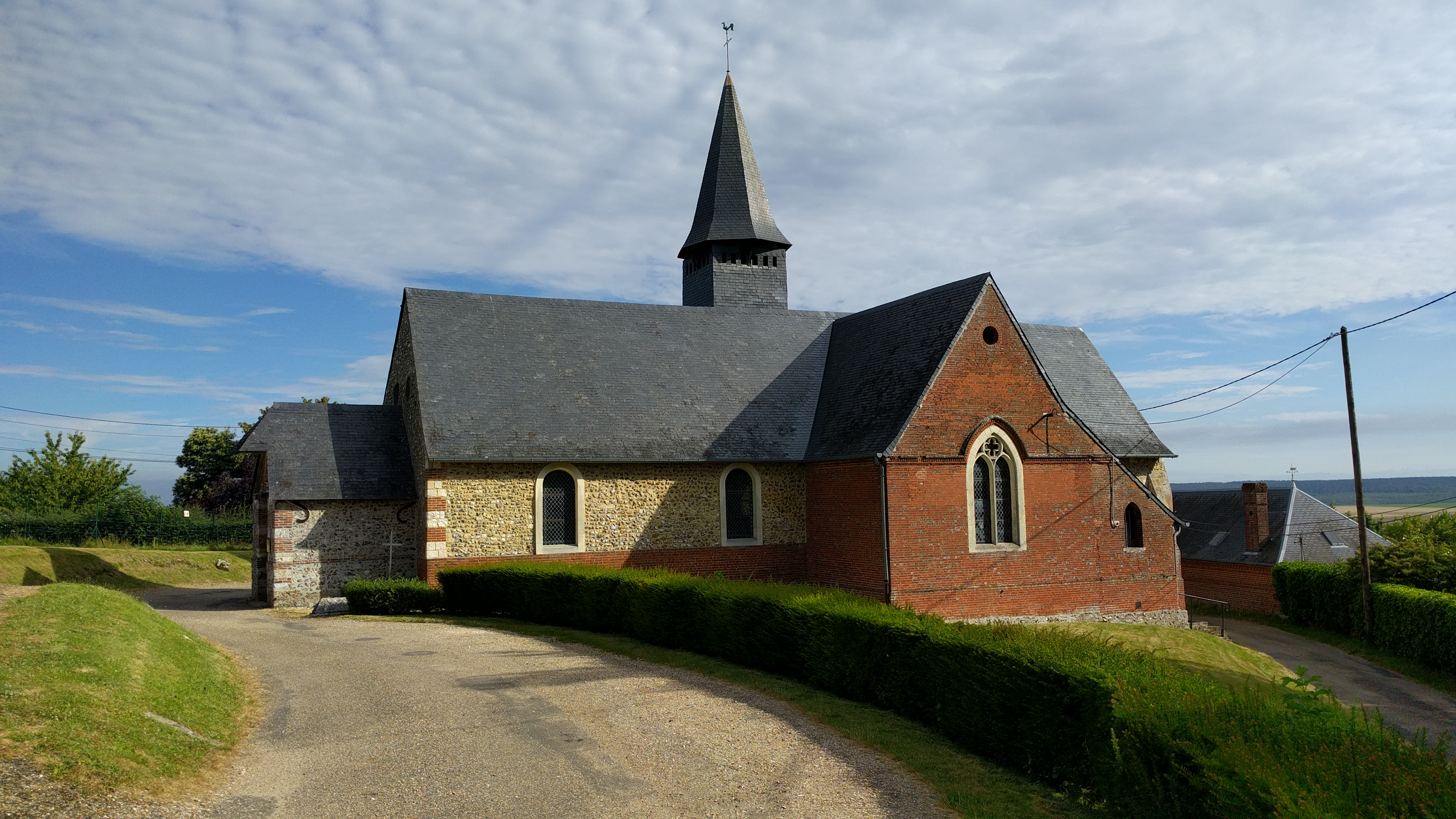
L'église Saint-Martin

- L'église Saint-MartinChâteau de Verclives, des XVIIIe et XIXe siècles,  Inscrit MH[26].
- Manoir du Mesnil, des XVIe et XIXe siècles[27].
- Manoir du prieuré, dépendant de l'abbaye de Mortemer au XIVe siècle[28].
- Église Saint-Martin, avec narthex du XIIe siècle[29].
- Église Saint-Nicolas de Verclives, disparue après 1825[30] (date du cadastre napoléonien).

### Personnalités liées à la commune
- Antoine Le Couteulx de Verclives (1722-1810), maire de Rouen, constructeur du château
- Pierre Asselin (1753-1847 à Mesnil-Verclives), homme politique.
- Louis Pierre Édouard Bignon (1771-1841), diplomate, historien français, baron d'Empire et sous-secrétaire d'État durant les Cent-jours. Il achète le château de Verclives après la Révolution. Il fait aménager l'église, l'école et construire la mairie dans les jardins de l'ancien presbytère. Il est enterré dans un enclos privé au centre du village[31].
- Alexandre-Denis Fléau (1808-…), natif de la commune, préfet de l'Eure en 1848 et 1870.
- Abbé Féret (1830-1911), écrivain, ecclésiastique, y est né.
- Georges de Buffévent (1938-2001), industriel (Spie Batignolles), rénovateur du château

## Héraldique
| Blason de Mesnil-Verclives | Blason  | D'argent au chevron de gueules accompagné de trois trèfles de sinople; au chef d'azur chargé d’un lambel d'hermine. |
| Blason de Mesnil-Verclives | Détails | Créé par JF Binon.Documents Mairie 2022.                                                                            |